# Stronger (cântec de Britney Spears)
„Stronger” este un cântec înregistrat de interpreta americană Britney Spears pentru cel de-al doilea ei album de studio, Oops!... I Did It Again (2000). Piesa a fost lansată la 13 noiembrie 2000 sub egida casei de discuri Jive Records drept cel de-al treilea disc single extras de pe album. După ce artista s-a întâlnit cu producătorii Max Martin și Rami Yacoub în Suedia, aceasta a înregistrat numeroase melodii pentru album, printre care și „Stronger”. Din punct de vedere muzical, este un cântec teen pop și dance-pop ce vorbește despre emancipare și descrie povestea unei fete care s-a săturat de faptul că iubitul ei o înșală și decide să trăiască fără el. Criticii de specialitate au lăudat piesa, numind-o inovatoare atât din punct de vedere al versurilor, cât și din punct de vedere al sunetului, considerând-ul unul dintre cele mai bune cântece dance de pe album.
„Stronger” a obținut succes comercial pe plan mondial, obținând poziții de top cinci în Austria, Germania și Suedia, și devenind un șlagăr de top 10 în Elveția, Finlanda, Irlanda, Regatul Unit și România. Single-ul a ocupat locul 11 în ierarhia Billboard Hot 100 și a fost premiat cu discul de aur din partea Recording Industry Association of America (RIAA) pentru depășirea pragului de 500.000 de unități vândute. Videoclipul muzical al piesei a fost regizat de Joseph Kahn, acesta considerându-l o abatere tematică de la videoclipurile anterioare ale lui Spears. Clipul pentru „Stronger” a primit o nominalizare la categoria „Cel mai bun videoclip pop” la ediția din 2001 a premiilor MTV Video Music Awards.
Pentru a-și promova cântecul, Spears a interpretat „Stronger” la ediția din 2000 a premiilor Radio Music Awards, la gala din 2001 a premiilor American Music Awards, în timpul emisiunii speciale intitulate „Britney in Hawaii” difuzate pe canalul Fox, precum și în două dintre turneele ei. „Stronger” a fost interpretat pentru prima oară în turneul Oops!... I Did It Again World Tour (2000–2001), și a fost, de asemenea, primul cântec din lista melodiilor pentru turneul Dream Within a Dream Tour (2001–2002). În anul 2013, Spears a cântat piesa pentru prima oară în 11 ani în timpul spectacolului rezidențial Britney: Piece of Me, organizat în Las Vegas. În 2010, „Stronger” a fost interpretat într-o versiune cover de către actorul Kevin McHale pentru un episod intitulat „Britney/Brittany” din serialul de televiziune Glee. Versiunea cover a primit recenzii pozitive din partea criticilor contemporani.

## Informații generale și structură muzicală
{{Ascultă
| pos = left
| filename1 = Britney - Stronger.ogg
| title1 = „Stronger”
| description1 = Un fragment de 20 de secunde din refrenul cântecului „Stronger”, prezentând-o pe Spears cântând versurile de emancipare peste un beat dance-pop inovator. După ce s-a întâlnit cu producătorii Max Martin și Rami Yacoub în Suedia, artista a înregistrat mai multe melodii pentru album, printre care și „Stronger”. Cântecul a fost compus și produs de Martin și Rami. La întoarcerea în Statele Unite, Spears a dezvăluit într-un interviu acordat pentru MTV News: „Doar ce m-am întors din Suedia, și am lucrat la jumătate [din] piesele [pentru Oops!] acolo. Sunt foarte, foarte încântată de materialul înregistrat, însă am avut un timp [atât de] scurt pentru a termina atât de multe cântece. Așa că am fost în studio nonstop, ceea ce e grozav totuși”. Spears a înregistrat vocea pentru piesă în prima săptămână a lunii noiembrie 1999, la Studiourile Cheiron din Stockholm, Suedia. „Stronger” a fost lansat drept cel de-al treilea disc single extras de pe album la data de 13 noiembrie 2000.
Din punct de vedere muzical, „Stronger” a fost încadrat în genurile teen pop și dance-pop și conține o linie melodică dance puternică. Durata cântecului este de trei minute și 23 de secunde. Potrivit unei partituri digitale publicate pe Musicnotes.com, piesa este compusă în tonalitatea Sol♯ minor și are un tempo de 108 bătăi pe minut. Vocea lui Spears variază de la nota Do♯3 la nota Do♯5. Criticii de specialitate au considerat că „Stronger” este o „declarație de independență” a artistei datorită versurilor de emancipare precum „I'm not your property” (ro.: „Nu sunt proprietatea ta”) sau „I don't need nobody” (ro.: „Nu am nevoie de nimeni”). Versurile cântecului citează din single-ul de debut „...Baby One More Time”, lansat cu doi ani în urmă, compus și produs de Martin și Yacoub. Cunoscutul refren „My loneliness is killing me” (ro.: „Singurătatea mea mă ucide”) primește un răspuns în melodia „Stronger”, în versul „My loneliness ain't killin' me no more” (ro.: „Singurătatea mea nu mă mai ucide”). În ciuda faptului că Spears nu a compus cântecul, publicațiile mass-media au speculat că versurile ar putea face referire la casa de discuri și echipa de impresari a cântăreței. Într-o recenzie pentru albumul Oops!... I Did It Again, David Browne de la revista Entertainment Weekly a observat faptul că piesele „Stronger” și „Don't Go Knockin' on My Door” amintesc de single-ul „The Last Time” (1965) al formației The Rolling Stones.

## Receptare

### Critică
„Stronger” a primit laude din partea criticilor de specialitate. Stephanie McGrath de la website-ul Jam! a fost de părere că piesa este „unul dintre cele mai bune cântece dance” de pe albumul Oops!, considerând-o „la fel de bună ca «Bye Bye Bye» de la *Nsync și «The One» de la Backstreet Boys”, iar Tracy E. Hopkins de la publicația Barnes & Noble a spus că „Spears strălucește în ironicul și triumfătorul single «Stronger»...”. Într-o recenzie pentru ziarul Calgary Sun, David Veitch a opinat că „Stronger” este „doar un alt cântec rapid și bombastic”, însă „este de remarcat compoziția ce include sintetizatoare asemănătoare unor sirene de ceață, un ritm fabulos și efectele puternice aplicate vocii lui Britney. Motivul pentru care ea gâfâie la finalul secvenței intermediare rămâne incert”. Un redactor al revistei NME a comparat cântecul cu melodiile formației ABBA, spunând: „este prezent acel heliu răvășit din synth pop, precum și o schimbare de acord puternic influențată de ABBA în refren, cu un sunet mai înfricoșător și mai robotic decât Backstreet Boys”. Andy Battaglia de la website-ul Salon a opinat că „Stronger” ar „putea zdrobi întreaga industrie muzicală auto-perfecționistă doar cu linia melodică”.

### Comercială
În Statele Unite, „Stronger” a intrat în top 40 în clasamentul Billboard Hot 100 la data de 30 decembrie 2000, urcând de pe locul 53 pe locul 29. La 27 ianuarie 2011, piesa a ajuns pe poziția sa maximă, locul 11. De asemenea, single-ul a ocupat locul 17 în ierarhia Mainstream Top 40, locul doi în topul Hot Dance Music/Maxi-Singles Sales, și locul 37 în clasamentul Rhythmic Top 40. „Stronger” a fost premiat cu discul de aur de către Recording Industry Association of America (RIAA) pentru depășirea pragului de 500.000 de unități vândute. Până în luna iunie a anului 2012, piesa s-a vândut în 415.000 de exemplare fizice și 270.000 de copii digitale în Statele Unite. „Stronger” este al treilea cel mai bine vândut disc single în format fizic a lui Spears în această țară.
Piesa a obținut succes comercial pe plan mondial, clasându-se pe locul patru în Austria și Suedia, locul șase în Irlanda și Elveția, locul opt în Finlanda, și obținând poziții de top 20 în alte țări din Europa. La 16 decembrie 2000, „Stronger” a debutat pe locul șapte în clasamentul UK Singles Chart, coborând către locul 11 în următoarea săptămână. În Australia, single-ul a ocupat locul 13, și a fost premiat cu discul de platină de către Australian Recording Industry Association (ARIA) pentru cele peste 70.000 de unități expediate. În Franța, cântecul a ocupat locul 20, fiind cea mai slabă poziție pe care melodia a obținut-o în clasamentele internaționale. Cu toate acestea, „Stronger” a primit discul de argint din partea Syndicat National de l'Édition Phonographique (SNEP), denotând cele peste 125.000 de copii vândute. În Germania, single-ul a ajuns pe locul patru și a fost premiat cu discul de aur de către Uniunea Federală a Reprezentanților Industriei Muzicale (BVMI) pentru depășirea pragului de 250.000 de unități expediate. În România, melodia a ajuns pe locul nouă în ierarhia Romanian Top 100, rămânând în clasament timp de șase săptămâni. De asemenea, „Stronger” a ocupat locul 90 în topul celor mai difuzate cântece la posturile de radio în anul 2000.

## Videoclip muzical
Videoclipul muzical al cântecului „Stronger” a fost regizat de Joseph Kahn, iar potrivit lui, Spears i-a prezentat conceptul original creat de ea, spunând: „Vreau să dansez pe un scaun, să conduc o mașină și să mă despart de iubitul [meu]. [...] Acestea sunt cele trei elemente ale tale”. Potrivit lui Jocelyn Vena de la canalul MTV, Kahn a creat „o lume semi-futuristică în care Spears merge într-un club, se desparte de iubitul care o înșală, și merge triumfător prin ploaie știind că viața este mult mai bună fără el”. Regizorul a fost de părere că „Stronger” este un videoclip sofisticat, afirmând: „[a fost] cu siguranță o abatere de la videoclipurile frumos-colorate pe care le-a făcut înainte, și cred că a reprezentat tranziția de la Britney, superstarul pop adolescent, la diva Britney a zilelor noastre”. O versiune cu un montaj diferit al videoclipului poate fi regăsită pe DVD-ul primei compilații al solistei, Greatest Hits: My Prerogative.
Conform lui Kahn, scenele în care Spears dansează cu un scaun includ referințe către videoclipurile pieselor „The Pleasure Principle” și „Miss You Much” lansate de Janet Jackson, dezvăluind că: „ideea ei a fost inspirată din «The Pleasure Principle» a lui Janet Jackson — cunoscuta secvență cu scaunul din acel [videoclip]”. O recenzie pentru website-ul The Round Table Online a comentat că „Doamna Spears ne oferă cea mai bună imitație a lui Janet Jackson («Miss You Much») folosind o amețitoare coregrafie cu scaunul”). De asemenea, Spears a inclus elemente ale lui Janet și în alte videoclipuri, printre care „Don't Let Me Be the Last to Know”, „Overprotected (Darkchild Remix)”, „Circus”, și „Womanizer”.
Videoclipul muzical începe cu titlul „Britney Spears – Stronger” afișat pe ecran, acompaniat de sunetele unei furtuni. Ulterior este prezentat un cadru filmat de aproape cu Spears privindu-și iubitul, în timp ce acesta zâmbește și ține în brațe o altă femeie. Artista realizează că îi este mai bine fără el, și părăsește încăperea spunând publicului „În fine”. Mai apoi, este înfățișată o scenă cu o lume semi-futuristică, în partea de sus fiind turnului hotelului în care petrecerea se ținea și la care Spears a participat. Turnul explodează și este aruncat în aer. La începutul primului refren, cântăreața începe să danseze cu un scaun în stilul lui Emeco 1006, în fața unui fundal negru. În cea de-a doua jumătate a videoclipului, Spears părăsește petrecerea conducând un Ford Mustang clasic, în timpul unei furtuni puternice; nu după mult timp, artista pierde controlul mașinii, și se oprește pe marginea unui pod. După ce își revine din șocul provocat de eveniment, aceasta este forțată să meargă prin ploaie. Scenele sunt intercalate de cadre în care Spears dansează cu un baston, ce se transformă ulterior într-un scaun. Videoclipul se încheie cu solista traversând podul pe jos. Există două versiuni ale videoclipului: una în care Spears stă în aer deasupra scaunului la final, și una în care un cadru filmat de aproape este prezentat în final. Nuzhat Naoreen de la MTV a lăudat clipul, spunând: „doar câțiva interpreți sunt în stare să realizeze o întreagă coregrafie cu și în jurul unui scaun”. La ediția din 2001 a premiilor MTV Video Music Awards, „Stronger” a primit o nominalizare la categoria „Cel mai bun videoclip pop”.

## Interpretări live și versiuni cover
Britney a cântat pentru prima oară melodia „Stronger” într-un concert din cadrul turneului Oops!... I Did It Again World Tour organizat în Columbia, Statele Unite, la 20 iunie 2000. Spectacolul a început cu o introducere video intitulată „The Britney Spears Experience”, în care trei imagini ale lui Spears au întâmpinat spectatorii concertului. Mai apoi, o sferă metalică uriașă a fost coborâtă pe scenă și ridicată din nou pentru a o dezvălui pe cântăreață stând în spatele ei. Purtând o pereche de pantaloni strălucitori și o bluză cu spatele gol de culoare oranj, Spears a început spectacolul cu o interpretare a unei versiuni dance a cântecului. „Stronger” a fost inclus în lista pieselor pentru turneul Dream Within a Dream Tour (2001–2002). După o interpretare a single-ului „Boys”, Spears a cântat melodia purtând o mantie acoperită cu vopsea, iar în timpul unor alte concerte, artista a purtat și o pălărie melon. Solista a interpretat „Stronger” în câteva apariții live din mass-media, precum ediția din 2001 a premiilor American Music Awards, și o emisiune specială realizată de MTV, intitulată „Total Britney Live”. O emisiune specială cu titlul „Britney In Hawaii” a fost difuzată pe canalul Fox la 8 iunie 2000, și a inclus o interpretare exclusivă a piesei. O interpretare a cântecului „Stronger” a fost transmisă live în timpul ediției din 2000 a premiilor Radio Music Awards, de vreme ce Spears era în turneu la momentul în care gala de premii a avut loc. 11 ani mai târziu, single-ul a fost inclus pentru prima oară în lista pieselor al unui turneu de concerte a lui Spears, fiind interpretat în timpul spectacolului rezidențial Britney: Piece of Me organizat în Las Vegas.
În anul 2010, „Stronger” a fost interpretat într-o versiune cover de către actorul Kevin McHale din serialul de televiziune Glee pentru un episod intitulat „Britney/Brittany”, dedicat cântăreței. În episod, Artie (personajul jucat de McHale) are o halucinație cu el însăși cântând melodia în timpul unei vizite la dentist. Versiunea cover a primit recenzii pozitive din partea criticilor contemporani. Raymund Flandez de la ziarul The Wall Street Journal s-a declarat încântat de interpretare, apreciind răsturnarea de situație în care un bărbat cântă o piesă dedicată emancipării femeilor. Tim Stack de la revista Entertainment Weekly a descris „Stronger” drept interpretarea lui preferată din episod, și a numit-o cea mai bună melodie încorporată în scenariul lui Artie.

## Ordinea pieselor pe disc
| - CD single distribuit în Europa 1. „Stronger” (Versiunea de pe album) — 3:23 2. „Walk on By” — 3:34 - CD maxi single distribuit în Europa, Australia și Japonia 1. „Stronger” (Versiunea de pe album) — 3:23 2. „Stronger” (Instrumental) — 3:23 3. „Walk on By” — 3:34 4. „Stronger” (Miguel Migs Vocal Edit) — 3:41 - CD maxi single distribuit în Franța 1. „Stronger” (Versiunea de pe album) — 3:23 2. „Walk on By” — 3:34 3. „Stronger” (Miguel Migs Vocal Edit) — 3:41 - CD maxi single distribuit în Regatul Unit 1. „Stronger” (Versiunea de pe album) — 3:23 2. "Walk on By" — 3:34 3. „Stronger” (WIP Remix) — 5:50 | - CD single distribuit în Statele Unite 1. „Stronger” (Versiunea de pe album) — 3:23 2. „Stronger” (Pablo La Rosa's Tranceformation Edit) — 3:28 - Casetă single distribuită în Regatul Unit 1. „Stronger” (Versiunea de pe album) — 3:23 2. „Walk on By” — 3:34 3. „Stronger” (Instrumental) — 3:23 - Vinil 12" distribuit în Statele Unite 1. „Stronger” (Pablo La Rosa's Tranceformation) — 7:21 2. „Stronger” (Pimp Juice's Extra Strength Dub) — 7:05 3. „Stronger” (Miguel 'Migs' Vocal Mix) — 6:31 4. „Stronger” (Miguel 'Migs' Dub) — 6:54 - Maxi single distribuit în Statele Unite — Versiuni remix 1. „Stronger” (Versiunea de pe album) — 3:23 2. „Stronger” (Mac Quayle Club Mix) — 7:50 3. „Stronger” (Pablo La Rosa's Tranceformation) — 7:21 4. „Stronger” (Miguel 'Migs' Vocal Mix) — 6:31 5. „Stronger” (Jack D. Elliot Club Mix) – 6:38 6. „Stronger” (Pimp Juice's "Ain't No Shame in This Vocal Mix Game" Mix) — 5:50 |

## Acreditări și personal
- Britney Spears – voce principală, acompaniament vocal
- Max Martin – producător, textier, mixare, claviatură, programare, acompaniament vocal
- Rami Yacoub – producător, textier, claviatură
- Nana Hedin – acompaniament vocal
- John Amatiello – inginerie de sunet Pro Tools
- Tom Coyne – masterizare audio

Sursă:

## Prezența în clasamente
| Țară (clasament 2000–2001)                     | Poziție maximă | Referință |
| ---------------------------------------------- | -------------- | --------- |
| Australia (ARIA)                               | 13             | [ 19 ]    |
| Austria (Ö3 Austria Top 40)                    | 4              | [ 43 ]    |
| Belgia (Ultratop 50 Flandra)                   | 15             | [ 43 ]    |
| Belgia (Ultratop 50 Valonia)                   | 14             | [ 43 ]    |
| Brazilia (ABPD)                                | 15             | [ 44 ]    |
| Danemarca (Tracklisten)                        | 12             | [ 43 ]    |
| Elveția (Schweizer Hitparade)                  | 6              | [ 43 ]    |
| Europa (European Hot 100 Singles)              | 3              | [ 45 ]    |
| Finlanda (Suomen virallinen lista)             | 8              | [ 43 ]    |
| Franța (SNEP)                                  | 20             | [ 19 ]    |
| Germania (GfK Entertainment Charts)            | 4              | [ 19 ]    |
| Irlanda (IRMA)                                 | 6              | [ 46 ]    |
| Italia (FIMI)                                  | 16             | [ 43 ]    |
| Noua Zeelandă (Recorded Music NZ)              | 15             | [ 43 ]    |
| Norvegia (VG-lista)                            | 11             | [ 43 ]    |
| Olanda (Dutch Top 40)                          | 14             | [ 47 ]    |
| Olanda (Single Top 100)                        | 12             | [ 43 ]    |
| Polonia (Polish Airplay Charts)                | 4              | [ 48 ]    |
| Portugalia (AFP)                               | 9              | [ 49 ]    |
| Regatul Unit (UK Singles Chart)                | 7              | [ 50 ]    |
| Regatul Unit (UK Indie Chart)                  | 3              | [ 51 ]    |
| România (Romanian Top 100)                     | 9              | [ 24 ]    |
| Scoția (Official Charts Company)               | 6              | [ 52 ]    |
| Spania (PROMUSICAE)                            | 15             | [ 43 ]    |
| Suedia (Sverigetopplistan)                     | 4              | [ 43 ]    |
| Statele Unite ale Americii (Billboard Hot 100) | 11             | [ 53 ]    |
| Statele Unite ale Americii (Mainstream Top 40) | 17             | [ 54 ]    |
| Statele Unite ale Americii (Rhythmic)          | 37             | [ 55 ]    |

| Țară (clasament 2000)               | Poziția maximă | Referință |
| ----------------------------------- | -------------- | --------- |
| Australia (ARIA)                    | 85             | [ 56 ]    |
| Austria (Ö3 Austria Top 40)         | 41             | [ 57 ]    |
| Elveția (Schweizer Hitparade)       | 90             | [ 58 ]    |
| Germania (GfK Entertainment Charts) | 61             | [ 59 ]    |
| România (Romanian Top 100)          | 90             | [ 24 ]    |
| Suedia (Sverigetopplistan)          | 46             | [ 60 ]    |

## Vânzări și certificări
| \| Țara \| Vânzări/ puncte \| Certificare \| Referințe \| \| --------------------------------- \| --------------- \| ----------- \| --------- \| \| Australia (ARIA) \| +35.000 \| \| [21] \| \| Danemarca (IFPI Danemarca) \| +4.000 \| \| [61] \| \| Franța (SNEP) \| +125.000 \| \| [22] \| \| Germania (BVMI) \| +250.000 \| \| [23] \| \| Noua Zeelandă (RMNZ) \| +5.000 \| \| [62] \| \| Regatul Unit (BPI) \| +200.000 \| \| [63] \| \| Suedia (GLF) \| +15.000 \| \| [64] \| \| Statele Unite ale Americii (RIAA) \| +500.000 \| \| [17] \| | Note - reprezintă „disc de argint”; - reprezintă „disc de aur”. |             |           |
| Țara | Vânzări/ puncte                                                 | Certificare | Referințe |
| Australia (ARIA) | +35.000                                                         |             | [ 21 ]    |
| Danemarca (IFPI Danemarca) | +4.000                                                          |             | [ 61 ]    |
| Franța (SNEP) | +125.000                                                        |             | [ 22 ]    |
| Germania (BVMI) | +250.000                                                        |             | [ 23 ]    |
| Noua Zeelandă (RMNZ) | +5.000                                                          |             | [ 62 ]    |
| Regatul Unit (BPI) | +200.000                                                        |             | [ 63 ]    |
| Suedia (GLF) | +15.000                                                         |             | [ 64 ]    |
| Statele Unite ale Americii (RIAA) | +500.000                                                        |             | [ 17 ]    |

## Datele lansărilor
| Țară                       | Dată              | Format                  | Casă de discuri | Ref.   |
| -------------------------- | ----------------- | ----------------------- | --------------- | ------ |
| Germania                   | 13 noiembrie 2000 | CD single               | Jive Zomba      | [ 65 ] |
| Franța                     | 21 noiembrie 2000 | CD single               | Jive Zomba      | [ 66 ] |
| Japonia                    | 6 decembrie 2000  | CD single               | Jive Zomba      | [ 67 ] |
| Statele Unite ale Americii | 12 decembrie 2000 | CD single (The Remixes) | Jive Zomba      | [ 68 ] |
| Statele Unite ale Americii | 12 decembrie 2000 | Vinil 12"               | Jive Zomba      | [ 69 ] |
| Statele Unite ale Americii | 2 ianuarie 2001   | CD single               | Jive Zomba      | [ 70 ] |